# Шляхи (журнал)
«Шляхи» — двотижневик літератури й громадське життя, виходив у Львові у 1913–1918 рр.
З квітня 1913 р. до березня 1914 р. — орган Укр. Студентського Союзу, з грудня 1915 до 1918 р. — укр. стрілецтва, фінансований Пресовим Комітетом УСС.
Зміст складався з відділів: красного письменства (твори В.Атаманюка, П.Карманського, Р.Купчинського, В.Бірчака, М.Підгірянки, Ю.Шкрумеляка, М.Яцкова), спогадів (Є.Олесницький), перекладів (з Р.Таґора, Ґ.Гавптмана, О.Мірабо, М.Конопніцької, Д.Мережковського), публіцистики з участю Д.Донцова, В.Старосольського, В.Залізняка, О.Назарука, Ф.Федорцева, Б.Молбіта.
У відділі науки і критики друкувалася велика праця С.Балея «З психології творчості Т.Шевченка», з мистецтва — праці М.Голубця, І.Крип'якевича, з музики — О.Залеського.
Крім того, «Шляхи» мали багатий інформаційний матеріал, рецензії.

## Шляхи (1913-1914)
Журнал "Шляхи" в 1913—1914 роках видавав Український Студентський Союз за редакцією Ростислава Заклинського і Юліана Охримовича.

## Шляхи (1915-1918)
Де факто редактором стрілецького журналу “Шляхи” (1915–1918) був Микола Голубець, хоч номінально відповідальним редактором вважався Федь Федорців.